# Răileanca, Cetatea Albă
Răileanca (în ucraineană Ройлянка, transliterat: Roileanka) este localitatea de reședință a comunei Răileanca din raionul Cetatea Albă, regiunea Odesa, Ucraina.

## Demografie
Componența lingvistică a localității Răileanca
     Ucraineană (95,88%)
     Rusă (2,46%)
     Alte limbi (1,26%)
Conform recensământului din 2001, majoritatea populației localității Răileanca era vorbitoare de ucraineană (95,88%), existând în minoritate și vorbitori de rusă (2,46%).